# Kusowatowo
Kusowatowo (russisch Кузова́тово) ist eine Siedlung städtischen Typs in der Oblast Uljanowsk in Russland mit 8022 Einwohnern (Stand 14. Oktober 2010).

## Geographie
Der Ort liegt knapp 100 km Luftlinie südsüdwestlich des Oblastverwaltungszentrums Uljanowsk. Er befindet sich unweit der Quelle der Swijaga auf der Wolgaplatte, etwa 70 km vom rechten Ufer der Wolga bei Sysran entfernt.
Kusowatowo ist Verwaltungszentrum des Rajons Kusowatowski sowie Sitz und einzige Ortschaft der Stadtgemeinde Kusowatowskoje gorodskoje posselenije.

## Geschichte
Der Ort wurde 1898 im Zusammenhang mit dem Bau der Eisenbahnstrecke (Moskau –) Rjasan – Sysran gegründet.
1928 wurde Kusowatowo Verwaltungssitz des neu geschaffenen, nach ihm benannten Rajons. 1957 erhielt der Ort den Status einer Siedlung städtischen Typs.

### Bevölkerungsentwicklung
| Jahr | Einwohner |
| ---- | --------- |
| 1939 | 2595      |
| 1959 | 5000      |
| 1970 | 6906      |
| 1979 | 6818      |
| 1989 | 8034      |
| 2002 | 8683      |
| 2010 | 8022      |

Anmerkung: Volkszählungsdaten

## Verkehr
Kusowatowo besitzt einen Bahnhof bei Kilometer 837 der auf diesem Abschnitt 1900 eröffneten und seit 1959 elektrifizierten Eisenbahnstrecke Moskau – Rjasan – Sysran.
Durch die Siedlung führt die Regionalstraße 73K-1427, die südlich von Uljanowsk von der Zweigstrecke Sysran – Uljanowsk der föderalen Fernstraße M5 abzweigt und weiter über Nowospasskoje an der M5 zur Südgrenze der Oblast bei Staraja Kulatka verläuft (in Richtung Chwalynsk in der Oblast Saratow). Über die 73K-0061 besteht entlang der Bahnstrecke Verbindung zur Grenze der Oblast Samara in Richtung Sysran.